# Bokator
Bokator (ល្បុក្កតោ) è un'arte marziale cambogiana, da cui è derivata la versione moderna e sportiva Pradal Serey, anche nota come khmer boxing. Presenta diverse similitudini con la "vicina" Mae Mai Muay Thai: un largo uso di tecniche di gomito e ginocchio, soprattutto nelle fasi di combattimento ravvicinato, tipologie di calci circolari (roundhouse kick) separate da differenze molto piccole e l'uso di posizioni di difesa/attacco quasi identiche. Una delle tecniche più note di quest'arte marziale,ad esempio, è la combinazione di ginocchiata saltata e gomitata discendente.

## Storia
L'origine leggendaria del Bokator narra di un contadino che si spinge nella giungla, armato solo di un piccolo coltello, e viene assalito da un leone: inizialmente il contadino viene sopraffatto dalla bestia. Ma quando questa sta per divorarlo, il contadino lo colpisce con un fortissimo calcio nei genitali, uccidendolo all'istante. La traduzione letterale di Bokator è infatti "uccidere il leone".
Durante il governo (e le indicibili violenze sui civili) di Pol Pot, molti praticanti ed esperti di Bokator vennero barbaramente uccisi. Questo lascia attualmente un solo vero Gran Maestro di Bokator ancora in vita. Bokator non è praticata a livello agonistico, in quanto un incontro full contact ucciderebbe quasi sicuramente uno dei due contendenti. Come molte altre arti marziali, venne probabilmente creata per un uso di tipo bellico, a costituire la difesa di un guerriero che, disarmato, avrebbe dovuto sopravvivere affidandosi esclusivamente alle sue capacità nel combattimento senza armi, e avrebbe dovuto uccidere o ferire il nemico il più in fretta possibile.

## Rituali
Il Bokator e la sua versione sportiva, hanno un gran numero di rituali pre-scontro. Come ad esempio l'esecuzione del Wai Kru, seguito da una danza simile in tutto e per tutto alla Ram Muay. Entrambi i riti vengono eseguiti subito prima dello scontro, e servono a proteggere i guerrieri che si apprestano a combattere.
Quando ancora si svolgevano incontri full contact di Bokator, i lottatori indossavano corde annodate intorno alle mani, per infliggersi profonde ferite, e pare che l'esecuzione dei riti pre-combattimento, e la musica pentatonica che accompagnava lo scontro, rallentassero la percezione del tempo e del dolore. Altro aspetto spirituale molto visibile (e ancora una volta simile alla Mae Mai Muay Thai) e l'indossare il mongkon prima, o anche durante gli scontri.